# I Walk Alone
"I Walk Alone" foi o terceiro single da cantora finlandesa Tarja Turunen, cronologicamente é o primeiro single do álbum My Winter Storm.
O single, disponibilizado em duas diferentes versões, conta com três faixas musicais e um vídeo clipe cada, sendo que, uma faixa de cada versão do single, "The Reign" e "Ciarán's Well", foram disponibilizadas no website oficial do álbum contendo informações sobre a escolha e produção de cada música contadas pela cantora. Músicos como o compositor de trilhas sonaras Mel Wesson, Chris Vrenna e a banda In Extremo fizeram remixes para "I Walk Alone" que podem ser encontradas no single.
Em 2009, o cantor norueguês Jørn Lande fez cover da música em seu álbum Spirit Black.

## Composição e descrição
A canção foi composta inspirada no Requiem, de Mozart,, em sua maioria por   Mattias Lindblom e Anders Wollbeck. A canção possui uma atmosfera teatral acompanhada por orquestra, coral e guitarras; no álbum, a canção é introduzida pela pequena instrumental "Ite, Missa Est".
Após seu lançamento, a mídia especulou que a música era uma resposta para a banda Nightwish, que demitiu Tarja em 2005 e escreveu duas músicas sobre isso, "Bye Bye Beautiful" e "Master Passion Greed"; Tarja negou, dizendo que ela sequer havia composto a letra, mas segundo ela, a música descreve perfeitamente sua personalidade e sua identidade como cantora:
| “ | Quando a canção foi oferecida a mim logo no início, eu a recebi com bastante entusiasmo. Pois ela é baseada no tema "Requiem" de Mozart. Ela representa perfeitamente minha identidade e personalidade como cantora. Afinal, eu tenho um passado na música clássica. Há duas versões dela. | ” |

## Vídeo musical
O vídeo clipe para "I Walk Alone" foi gravado no "Devil’s Lake" (Lago do Diabo) na Alemanha e dirigido por Jörn Heitmann com quem Tarja já havia trabalhado em 2005, pois foi ele que dirigiu o clipe Sleeping Sun, do Nightwish.
A história do vídeo conta com a participação de quatro personagens, todos interpratados pela própria cantora. São eles:
- The Queen of Ice (A Rainha do Gelo)
- The Doll (A Boneca)
- The Dead Boy (O Garoto Morto)
- Phoenix (Fênix)

## Faixas
| Faixa | Música                                  | Duração |
| ----- | --------------------------------------- | ------- |
| 01    | I Walk Alone (Versão do single)         | 4:02    |
| 02    | The Reign                               | 4:45    |
| 03    | I Walk Alone (The Tweaker Remix)        | 5:30    |
| 04    | I Walk Alone (Video - Versão do single) | 4:02    |

## Melhores posições nas paradas
| País      | Parada                    | Melhor posição |
| --------- | ------------------------- | -------------- |
| Alemanha  | German Top 100 Singles    | 16             |
| Áustria   | Austrian Ö3 Top 40        | 37             |
| Europa    | Eurochart Hot 100 Singles | 61             |
| Finlândia | Finnish Singles Chart     | 6              |
| Suíça     | Swiss Singles Top 100     | 49             |